# Пляц Вільсона (станція метро)
52°16′09″ пн. ш. 20°59′03″ сх. д. / 52.26917° пн. ш. 20.98417° сх. д.
Пляц Вільсона (пол. A-18 Plac Wilsona) — станція Першої лінії Варшавського метрополітену, яка була відкрита 8 квітня 2005 року, у складі черги «Двожець-Гданський» — «Пляц Вильсона». Розташовується біля вулиці Словацького, під площею, що носить ім'я американського президента Вудро Вільсона. Сама площа була збудована в 20-тих роках минулого століття і в 1953-1990-тих називалася пл. Паризької Комуни. Поляки вважають цю станцію найкрасивішою станцією метро в світі, що була створена в останні роки.

## Опис
Конструкція станції — колонна двопрогінна мілкого закладення і острівною платформою довжиною 120 метрів і шириною 11 метрів. На станції заставлено тактильне покриття. 
Оздоблення —Колірна гамма станції витримана в сріблястих і сірих тонах, оброблена нержавіючої сталлю і алюмінієм. Підлога вкрита сірим гранітом, біля сходів, викладена мозайка з абстракціонним малюнком з каменю різних порід. Колійні стіни оздоблені сталлю, тісненою оригінальною текстурою. Баня, що розташована в південній стороні станції є її головним архітектурно-конструкційним елементом, який більше у Варшавському метро ніде не зустрічається. Виконаний у формі еліпса він виконує також функцію великої люстри що освітлює станцію, а також є пригнічувачем шумів від прямуючих поїздів. У залежності від часу доби, він підсвічується різними кольорами: червоним, фіолетовим, блакитним або зеленим.

## Поруч
- Парк ім. Стефана Жеромського
- Кінотеатр «Вісла»

## Галерея

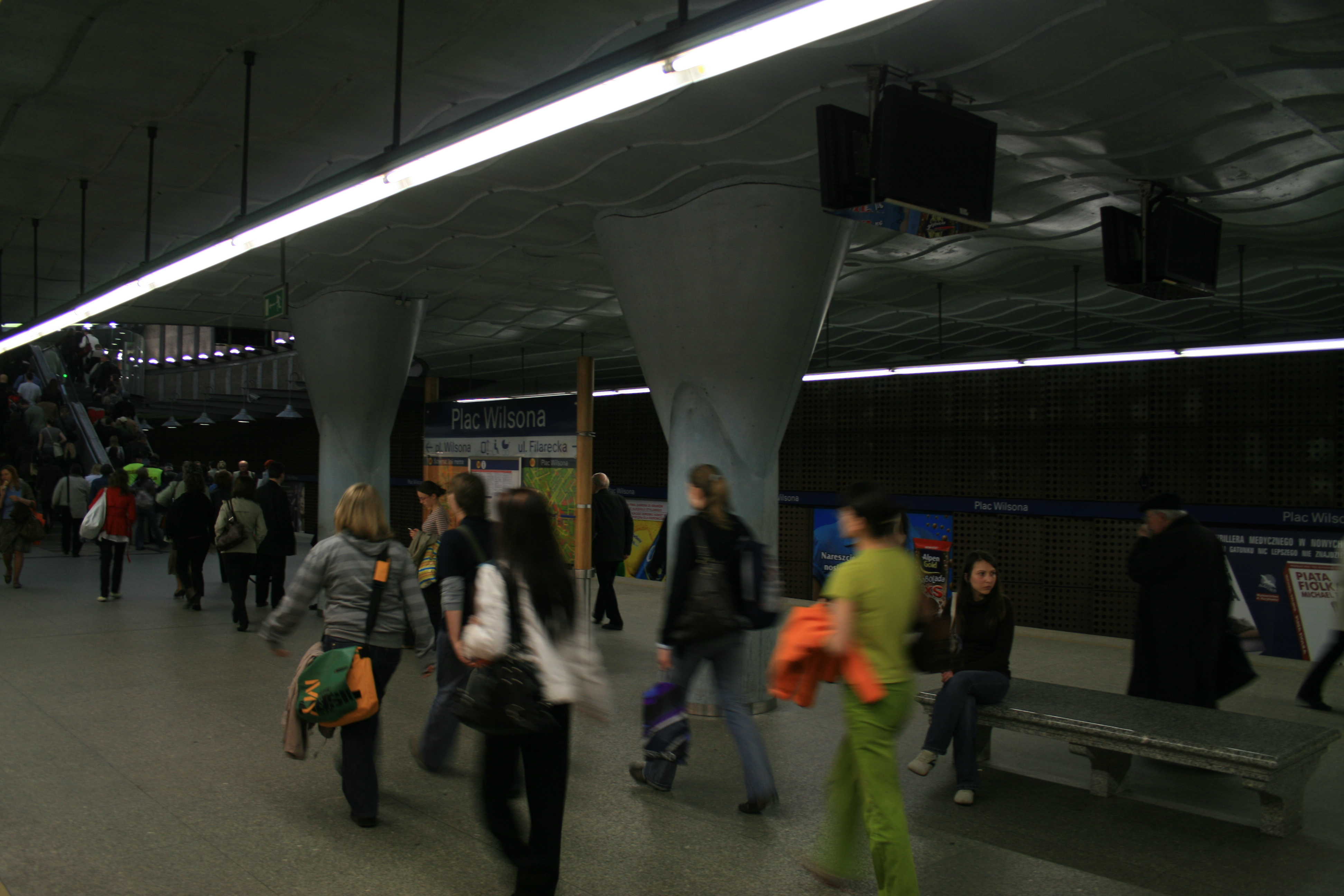
Посадкова платформа
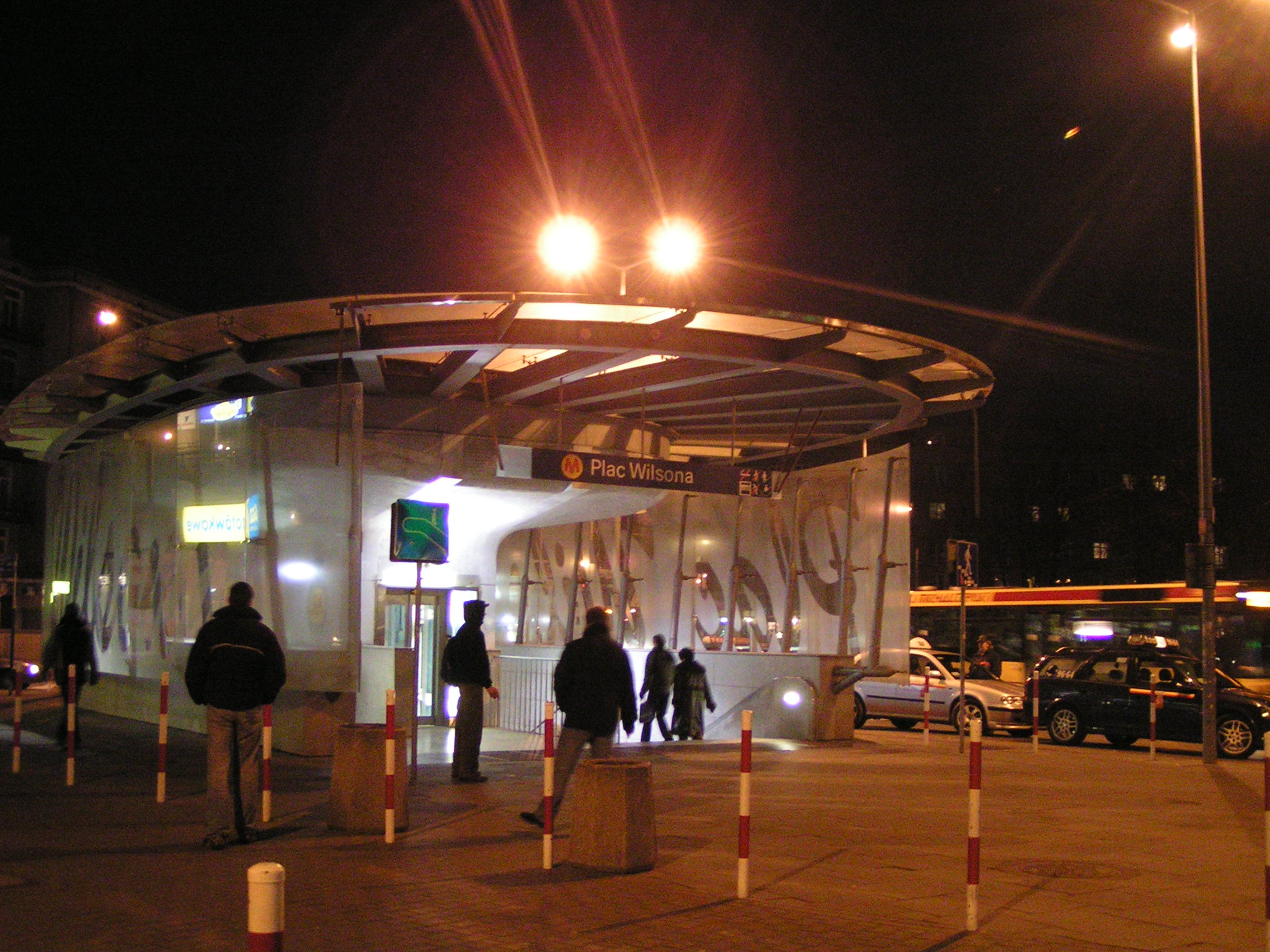
Вхід на станцію
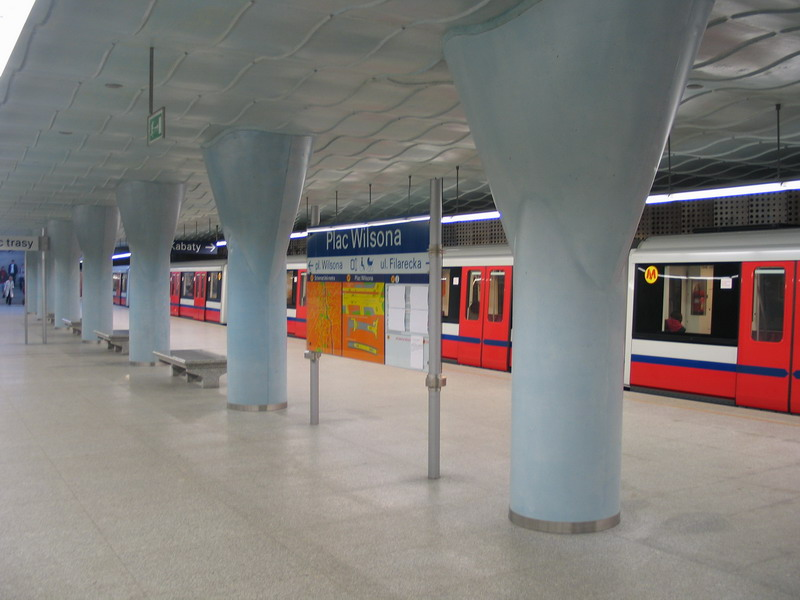
Посадкова платформа
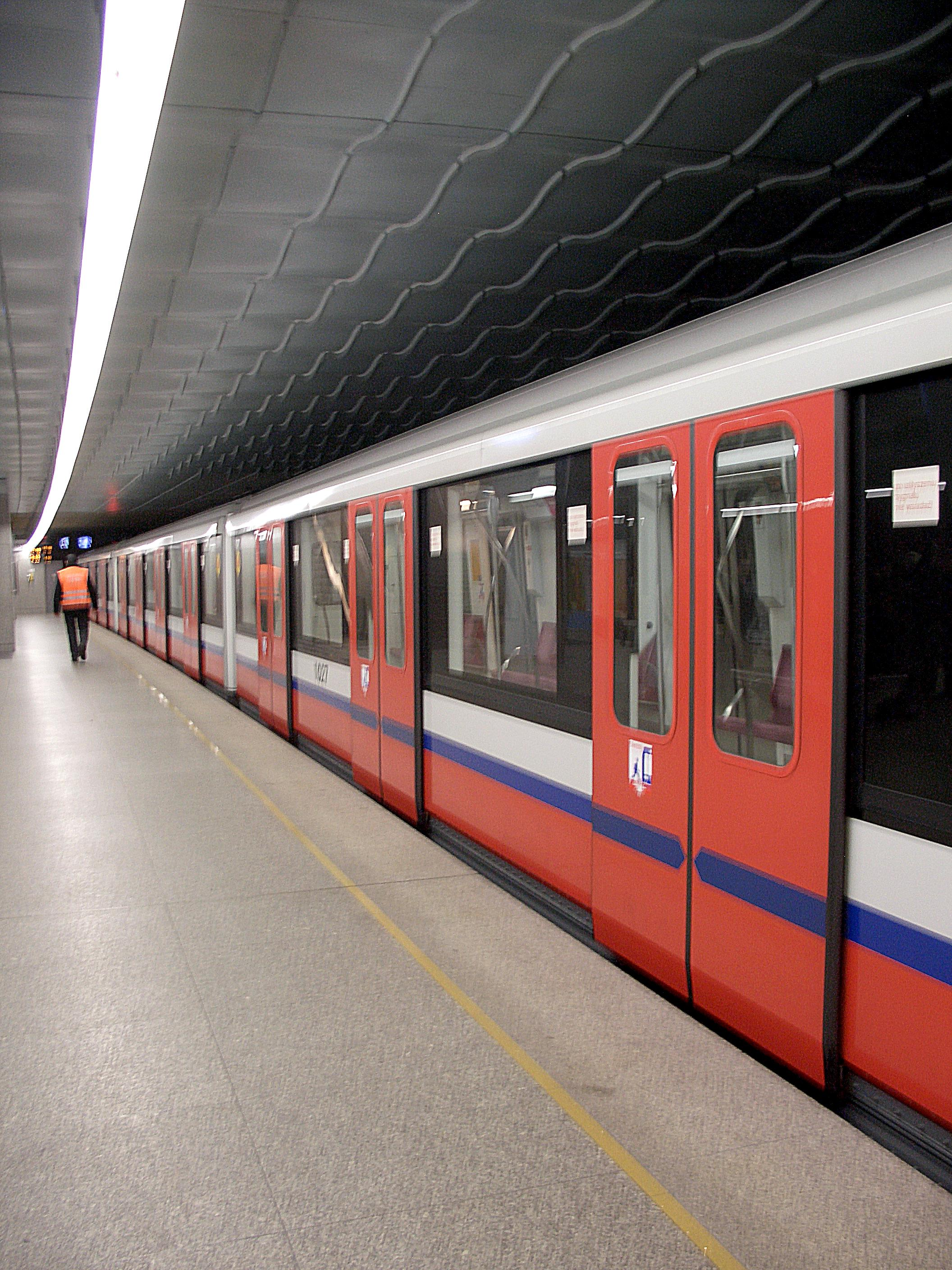
Поїзд фірми на Alstom станції
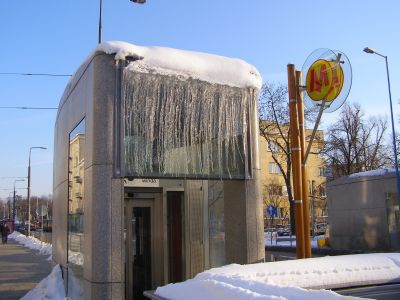
Ліфт станції взимку